# Hans-Richard Reuter
Hans-Richard Reuter (* 18. November 1947 in Frankfurt am Main) ist ein deutscher evangelischer Theologe und Ethiker. Er war bis 2013 Professor für Theologische Ethik und Direktor des Instituts für Ethik und angrenzende Sozialwissenschaften (IfES) an der Universität Münster.

## Leben
Hans-Richard Reuter studierte Evangelische Theologie, Philosophie und Soziologie an der Kirchlichen Hochschule Wuppertal, der Ruprecht-Karls-Universität Heidelberg und der Universität Zürich. Nach dem ersten und zweiten theologischen Examen sowie dem Vikariat arbeitete er als Wissenschaftlicher Assistent für Sozialethik an der Universität Heidelberg. Dort wurde er 1978 bei Heinz Eduard Tödt mit einer religionsphilosophischen Arbeit über die Dialektik Friedrich Schleiermachers promoviert. 1981 erfolgte die Ordination zum Pfarrer der Evangelischen Landeskirche in Baden. 1982 wechselte er als Wissenschaftlicher Referent mit den Schwerpunkten Friedensethik, Kirchentheorie und Grundfragen des evangelischen Kirchenrechts an die interdisziplinäre Forschungsstätte der Evangelischen Studiengemeinschaft (FEST) in Heidelberg. Die Habilitation erfolgte 1995 mit Studien zur Rechtsethik im Fach Systematische Theologie an der Universität Bochum. 1999 nahm er den Ruf auf den von Heinz Dietrich Wendland gegründeten Lehrstuhl für Christliche Gesellschaftswissenschaften in der Evangelisch-Theologischen Fakultät der Universität Münster an und übernahm die Leitung des gleichnamigen Instituts (ICG). Zur Verdeutlichung der Lehr- und Forschungsschwerpunkte veranlasste er 2004 die Umbenennung von Professur und Institut (Institut für Ethik und angrenzende Sozialwissenschaften [IfES]). Von 2004 bis 2006 war er Dekan der Evangelisch-Theologischen Fakultät. Er gehörte zu den Hauptantragstellern des 2007 etablierten Münsteraner  Exzellenzclusters 'Religion und Politik in den Kulturen der Vormoderne und Moderne' und arbeitete nach seiner Emeritierung im Jahr 2013 in diesem Rahmen bis Dezember 2018 als Seniorprofessor mit einem Schwerpunkt zur Bedeutung des religiösen Faktors in der Sozialstaatsentwicklung. Zu seinen Habilitanden zählen Torsten Meireis und Sabine Plonz.

## Arbeitsschwerpunkte
Theorie der Ethik, Politische Ethik (Friedensethik), Rechtsethik (Menschenrechte), Sozialethik (Religion und Wohlfahrtsstaatlichkeit), Ekklesiologie und Kirchentheorie, Grundfragen des Kirchen- und Religionsverfassungsrechts, Allgemeine Religionssoziologie

## Funktionen
Hans-Richard Reuter gehörte von 1992 bis 1999 dem Kuratorium der Akademie für Technikfolgenabschätzung Baden-Württemberg, von 2002 bis 2015 dem Wissenschaftlichen Beirat des Instituts für Theologie und Frieden in Hamburg, von 2007 bis 2019 dem Herausgeberkreis des Jahrbuchs Sozialer Protestantismus und von 2002 bis 2022 der Ethik-Kommission der Ärztekammer Westfalen-Lippe und der Medizinischen Fakultät der Universität Münster an. Von 2004 bis 2021 war er Mitglied der Kammer der  Evangelischen Kirche in Deutschland (EKD) für öffentliche Verantwortung und in diesem Rahmen maßgeblich an der Friedensdenkschrift des Jahres 2007 (Aus Gottes Frieden leben – für gerechten Frieden sorgen, Gütersloher Verlagshaus) beteiligt, die dem Konzept des Friedens durch Recht verpflichtet ist, aber keinen prinzipiellen Pazifismus vertritt. Von 2002 bis 2024 gehörte er dem Vorstand des Sozialwissenschaftlichen Instituts der EKD an und war von 2006 bis 2024 (Mit-)Herausgeber der Zeitschrift für Evangelische Ethik. Er ist Vorstandsmitglied der Adolf-Loges-Stiftung mit Sitz in Heidelberg.

## Publikationen (Auswahl)
- mit Karl Gabriel (Hrsg.): Religion und Wohlfahrtsstaatlichkeit in Deutschland. Konfessionen-Semantiken-Diskurse. Tübingen 2017.
- mit Wolfgang Huber und Torsten Meireis (Hrsg.): Handbuch der Evangelischen Ethik. München 2015.
- Recht und Frieden. Beiträge zur politischen Ethik. Leipzig 2013.
- mit Karl Gabriel, Andreas Kurschat und Stefan Leibold (Hrsg.): Religion und Wohlfahrtsstaatlichkeit in Europa. Konstellationen-Kulturen-Konflikte. Tübingen 2013.
- Beim Wort genommen. Predigten. Stuttgart 2012.
- mit Christel Gärtner und Karl Gabriel: Religion bei Meinungsmachern. Eine Untersuchung bei Elitejournalisten in Deutschland. Wiesbaden 2012.
- mit Karl Gabriel (Hrsg.): Religion und Gesellschaft. Texte zur Religionssoziologie. 2. Auflage. Paderborn 2010.
- Botschaft und Ordnung. Beiträge zur Kirchentheorie. Leipzig 2009.
- mit Torsten Meireis (Hrsg.): Das Gute und die Güter. Studien zur Güterethik. Berlin 2007.
- mit Wolfgang Lienemann (Hrsg.): Das Recht der Religionsgemeinschaften in Mittel-, Ost- und Südosteuropa. Baden-Baden 2005.
- (Hrsg.): Ethik der Menschenrechte. Zum Streit um die Universalität einer Idee I (= Religion und Aufklärung. Band 5). Mohr-Siebeck, Tübingen 1999.
- Rechtsethik in theologischer Perspektive. Studien zur Grundlegung und Konkretion. Gütersloh 1996.
- mit Gerhard Rau und Klaus Schlaich (Hrsg.): Das Recht der Kirche. 3 Bände. Gütersloh 1994ff
- mit Wolfgang Huber: Friedensethik. Stuttgart 1990.
- Die Einheit der Dialektik Friedrich Schleiermachers. Eine systematische Interpretation. München 1979.